# Mistrzostwa Azji w Rugby 7 Kobiet 2006
Mistrzostwa Azji w Rugby 7 Kobiet 2006 – siódme mistrzostwa Azji w rugby 7 kobiet, oficjalne międzynarodowe zawody rugby 7 o randze mistrzostw kontynentu organizowane przez ARFU mające na celu wyłonienie najlepszej żeńskiej reprezentacji narodowej w tej dyscyplinie sportu w Azji, które odbyły się w dniach 13–14 maja 2006 roku w Taszkencie.
W zawodach wzięło udział dziewięć reprezentacji. W pierwszym dniu rywalizowały one systemem kołowym podzielone na trzy trzyzespołowe grupy. Czołowa dwójka z każdej z grup utworzyła następnie dwie trzyzespołowe grupy, które ponownie walczyły systemem kołowym o dwa czołowe miejsca premiowane awansem do półfinałów, drużyny z trzecich miejsc dołączyły zaś do trzech najsłabszych zespołów pierwszej fazy w walce o Plate.
Broniące tytułu reprezentantki Kazachstanu uległy w finale Chinkom, dla których był to pierwszy tytuł w historii.

## Uczestnicy
- Grupa A
  -  Singapur
  -  Kazachstan
  -  Kirgistan
- Grupa B
  -  Japonia
  -  Hongkong
  -  Uzbekistan
- Grupa C
  -  Chiny
  - Zatoka Perska
  -  Tajlandia

## Częściowe wyniki
Opracowane na podstawie materiałów źródłowych
Pierwsza faza grupowa
- Hongkong 12-10 Japonia
- Hongkong 14-10 Uzbekistan
- Kazachstan 37-0 Singapur
- Kazachstan 43-0 Kirgistan

Druga faza grupowa
- Hongkong 15-14 Singapur
- Hongkong 0-12 Chiny
- Kazachstan 31-0 Uzbekistan
- Kazachstan 48-0 Tajlandia

## Mecze o miejsca 1–4
|  |              |            |            |                   |    |       |       |       |
|  | Półfinały    | Półfinały  | Półfinały  |                   |    | Finał | Finał | Finał |
|  | Półfinały    | Półfinały  | Półfinały  |                   |    | Finał | Finał | Finał |
|  | 14 maja 2006 |            |            |                   |    |       |       |       |
|  |              |            |            |                   |    |       |       |       |
|  | Chiny        | Chiny      | 34         |                   |    |       |       |       |
|  | Chiny        | Chiny      | 34         | 14 maja 2006      |    |       |       |       |
|  | Uzbekistan   | Uzbekistan | 0          |                   |    |       |       |       |
|  | Uzbekistan   | Uzbekistan | 0          |                   |    | Chiny | Chiny | 22    |
|  | 14 maja 2006 |            |            |                   |    | Chiny | Chiny | 22    |
|  |              |            | Kazachstan | Kazachstan        | 12 |       |       |       |
|  | Kazachstan   | Kazachstan | Kazachstan | Kazachstan        | 12 | 38    |       |       |
|  | Kazachstan   | Kazachstan |            |                   |    |       |       |       |
|  | Hongkong     | Hongkong   | 0          |                   |    |       |       |       |
|  | Hongkong     | Hongkong   | 0          | Mecz o 3. miejsce |    |       |       |       |
|  |              |            |            |                   |    |       |       |       |
|  | 14 maja 2006 |            |            |                   |    |       |       |       |
|  |              |            |            |                   |    |       |       |       |
|  | Hongkong     | Hongkong   | 5          |                   |    |       |       |       |
|  | Hongkong     | Hongkong   | 5          |                   |    |       |       |       |
|  | Uzbekistan   | Uzbekistan | 0          |                   |    |       |       |       |
|  | Uzbekistan   | Uzbekistan | 0          |                   |    |       |       |       |

| 14 maja 2006 | Chiny | 34:0 | Uzbekistan | Taszkent |
| 14 maja 2006 |       | 34:0 |            | Taszkent |

| 14 maja 2006 | Kazachstan | 38:0 | Hongkong | Taszkent |
| 14 maja 2006 |            | 38:0 |          | Taszkent |

| 14 maja 2006 | Chiny | 22:12 | Kazachstan | Taszkent |
| 14 maja 2006 |       | 22:12 |            | Taszkent |

| 14 maja 2006 | Hongkong | 5:0 | Uzbekistan | Taszkent |
| 14 maja 2006 |          | 5:0 |            | Taszkent |